# 南京大学匡亚明学院
匡亚明学院是南京大学的一个学院，为了纪念原南京大学校长匡亚明教授。

## 历史
- 1985年 成立南京大学少年部
- 1989年 成立基础学科教学强化部
- 1998年 组建基础学科教育学院
- 2006年 南京大学老校长匡亚明诞辰100周年之际，更名为匡亚明学院。

## 院长（主任）
- 孙景李（少年部主任，1985-1989）
- 孙景李（基础学科教学强化部主任，1989-1991）
- 卢德馨（基础学科教学强化部主任，1991- 2001）
- 许望（基础学科教学强化部主任，2001-2006）
- 卢德馨（基础学科教育学院院长，1998-2006）
- 许望（匡亚明学院院长，2006-2011）
- 王炜（匡亚明学院院长，2011至今）

## 专业设置
- 按理科大类招生，低年级不分专业
- 理科强化班
  - （1）数学与信息类： 数学 计算机
  - （2）物理与天文类： 物理 天文
  - （3）化学与生命科学类： 化学 生物
  - （4）交叉学科类： 生物物理 生物化学